# Bärlappsporen
Bärlappsporen sind die Sporen mehrerer Bärlapp-Arten, besonders Lycopodium clavatum. Andere Bezeichnungen sind Hexenmehl, Schlangenmoos, Waldstaub, Bärlappsamen, Alpenmehl, Erdschwefel, Blitzpulver, Hexenkraut, Drudenkraut, Teufelsklaue.

## Verwendungsgebiete

### Pyrotechnik
Bärlappsporen wurden bereits seit dem Mittelalter zum Erzeugen pyrotechnischer Effekte benutzt. Außerdem enthalten sie neben etwa 50 % Öl auch wertvolle Proteine. Deshalb werden sie in einigen Ländern auch gegessen.
Heute findet das Pulver vor allem bei Feuerspuckern und zur Erzeugung von Explosions- und Feuereffekten im Show- und Filmbereich Verwendung.
Den Effekt erzielt man, indem man das Pulver zunächst fein zerstäubt und dann entzündet, um so eine kontrollierte Staubexplosion auszulösen. Auf althergebrachte Weise verwendet man hier einen Blasebalg oder ein Blasrohr zur Verwirbelung der Staubpartikel in der Luft. Außerdem werden Bärlappsporen (bei Show-, besonders bei Konzerteffekten) häufig auch durch eine Treibladung (meistens immer noch Schwarzpulver) durch ein Rohr (Mörser, auch bei anderen pyrotechnischen Effekten) getrieben und entzündet.
So entstehen bis zu 10 m hohe Stichflammen.
Im Mittelalter waren Bärlappsporen fester Bestandteil magischer Rituale und Zauberei. Schon damals wusste man um die helle Stichflamme, die entsteht, wenn man Lycopodium in eine Feuerquelle wirft.
In ländlichen Gegenden wurden mittels Zündung von Bärlappkraut durch die entstehende Staubexplosion Essen und Schornsteine vom Ruß befreit. Der ungünstige Nebeneffekt war mitunter, dass bei Überdosierung auch der Schornstein beschädigt werden konnte. Unter Umständen brannte dadurch nicht nur der Ruß, sondern auch das Haus ab.
Die Temperatur der Flamme, die bei der Verbrennung der Sporen entsteht, kann als verhältnismäßig niedrig eingestuft werden.
Das Lycopodiumpulver, welches aus den Sporenkapseln des Bärlapps gewonnen wird, ist leicht gelblich, geruch- und geschmacklos. Es hat die, vor allem bei der Verwendung zum Feuerspucken, positive Eigenschaft, sehr wenig Feuchtigkeit aufzunehmen.
Dabei ist es gesundheitlich weitgehend unbedenklich. Asthmatikern und Allergiekranken wird vom Einatmen dennoch abgeraten.
Bis heute ist es nicht gelungen, ein Produkt mit vergleichbaren Eigenschaften synthetisch herzustellen.

### Pharmazeutische Galenik
Bärlappsporen wurden von Apothekern bei der Herstellung von Arznei in Pillenform als Trennmittel verwendet, um ein Verkleben zu verhindern.

### Mikroskopie
Man nutzt sowohl das sehr konstante Korngewicht als auch die sehr konstanten Abmessungen (30 +/− 2 μm) der Lycopodiumsporen, um diese mit zu untersuchenden Objekten abzugleichen. Da sowohl Abmessungen als auch Korngewicht der Sporen bekannt sind, lässt sich durch Beimischung eine Probe im Gesichtsfeld des Mikroskops charakterisieren.

### Restauratorenhandwerk
Bärlappsporen werden auch im Restauratorenhandwerk verwendet, wo sie mit Kreide und Fischleim vermengt eine Spachtelmasse ergeben. Die Sporen dienen hierbei als gewichtsarmes Füllmittel, das außerdem die elastischen Eigenschaften der Spachtelmasse positiv beeinflusst.

### Forensik
Mit Hilfe der Sporen von Lycopodium lassen sich in der Forensik Fingerabdrücke sichtbar machen. Heute stehen in der Regel andere Substanzen zur Verfügung.

### Physikexperiment
Bärlappsporen sind hydrophob. Sparsam auf eine Wasseroberfläche gestreut, spreiten sie, verteilen sich also gleichmäßig durch die Oberflächenspannung von Wasser. Schon eine aufgebrachte Spur Seife oder Spülmittel (Tensid) reißt durch die sich ausbreitende Absenkung der Oberflächenspannung ein gut sichtbares Loch in die Lycopodium-Schicht.
Ein klassisches Schulexperiment ist auch, einen Finger in Wasser zu stecken, auf dem sich eine solche Schicht befindet. Der Finger ist nach dem Herausziehen nicht nass.
In einem anderen Experiment aus Chemie und Physik werden die Bärlappsporen bei Bestimmung der Größe eines Atoms benutzt (siehe Ölfleckversuch).
Gefärbte staubfeine Bärlappsporen wurden in den Experimenten der Erfinder der Xerographie Chester F. Carlson zusammen mit seinem Assistenten Otto Kornei benutzt. Nach dem Bestreuen mit Lycopodium-Pulver hafteten die Sporenpartikel nur auf den elektrisch geladenen Teilflächen eines mit Schwefel überzogenen Plättchens.

### Windanzeiger
In die Luft gestreut können mit Bärlappsporen auch geringste Luftströmungen sichtbar gemacht werden (z. B. während der Ansitzjagd).